# Landrichamps
Landrichamps é uma comuna francesa na região administrativa de Grande Leste, no departamento das Ardenas. Estende-se por uma área de 4,72 km². Em 2010 a comuna tinha 133 habitantes (densidade: 28,2 hab./km²).